# Sorry (Madness-låt)
"Sorry" är en singel av det brittiska ska/popbandet Madness. Den skrevs av keyboardisten Michael Barson, hans första helt egenskrivna singel för Madness sedan 1983. Singeln är en del av Madness kommande album, vilket än så länge (okt. 2007) inte har fått något officiellt namn eller utgivningsdatum. På en av versionerna av Sorry medverkar de brittiska rapparna Sway DaSafo och Baby Blue.
Madness gav ut "Sorry" på sitt eget, nystartade skivbolag Lucky Seven Records. Den kom in på englandslistan den 11 mars på en tjugotredje (23) plats, men hade åkt ur redan nästan vecka.

## Musikvideo
Det gjordes två olika musikvideor, en tillsammans med Sway DaSafo och Baby Blue, och en med enbart Madness.  

## Låtlista
7" vinyl
1. "Sorry (Feat. Sway & Baby Blue)" (Adrian Michael Maloney, Timothy Andrew Liken, Madness) – 3:36
2. "Sorry (Original)"(Maloney, Liken, Madness) – 2:32

CD
1. "Sorry (Radio Edit)" (Maloney, Liken, Madness) – 3:02
2. "Sorry (Feat. Sway & Baby Blue)" (Maloney, Liken, Madness) – 3:36
3. "Sorry (Original)" (Maloney, Liken, Madness) – 2:32
4. "Sorry (Live In Manchester 13.12.06)" (Maloney, Liken, Madness) – 2:35